# Biokatalyzátor
Biokatalyzátor je organická sloučenina, která urychluje a řídí chemické reakce v živých organismech. Nejdůležitější a nejpočetnější část biokatalyzátorů jsou bílkovinové makromolekuly jako enzymy a faktory (řídí procesy při kterých nedochází ke změnám energie).